# Ye Qiaobo
Ye Qiaobo (n. 3 august 1964, Changchun, Republica Populară Chineză) este o sportivă ce a reprezentat Republica Populară Chineză, medaliată olimpică. A participat la 2 ediții ale Jocurilor Olimpice (1992, 1994) în care a câștigat două medalii de argint și o medalie de bronz.